# スタウト

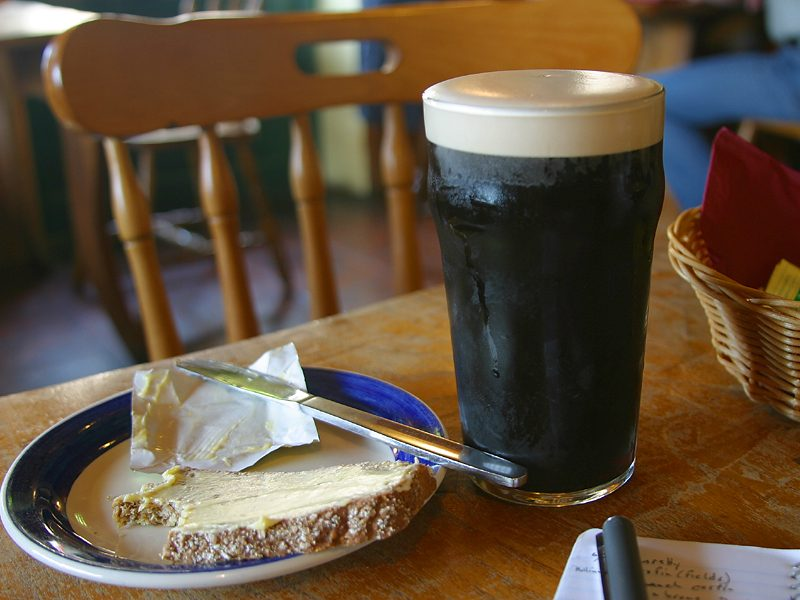
1パイントのスタウト

スタウト（英語: stout）は、ビールのスタイルの一つで、黒くなるまでローストした大麦（モルトとは限らない）を使用し、上面発酵によって醸造されるものを指す。
日本におけるビールの分類では「濃色の麦芽を原料の一部に用い、色が濃く、香味の特に強いビール」のことで「ビールの表示に関する公正競争規約・第4条」によって定義されている。

## 概要
主にアイルランドやイギリスで作られる。代表的な銘柄には、ギネス（英語: Guinness）がある。
ほとんどのスタウトの色は黒い。味は濃厚で、苦み・酸味とも強い。アルコール分が一般的なラガー・ビールより高いものが多い。カロリーはラガーよりも低い半面、糖質はラガーより高い。名前の「スタウト」とは、「強い」という意味である。
飲み方としては、そのまま飲む以外に、普通のビールに割って飲んだり、生卵を落として飲む方法がおこなわれている。

## 上面発酵でない「スタウト」
日本における規約では特に上面発酵でなければならないという規定はなく、例えばキリンビールの『一番搾りスタウト（2013年2月6日にリニューアルされる前）』やサッポロビールの『ヱビス スタウト クリーミートップ』は下面発酵であるが、規約における条件を満たしているため、日本において「スタウト」の名称を使用することは、法律上は全く問題はない。
海外でも、韓国・ハイトビールの『ハイト・スタウト』や、バルト海沿岸・スラブ圏やイギリスでの「ストロング・ポーター」「スタウト」「ポーター」を冠するビール等、下面発酵で「スタウト」を名乗るものが存在するが、その是非については議論がある。
ちなみにキリンビールの『キリンスタウト（2008年8月に製造終了）』『一番搾りスタウト（2013年2月6日のリニューアル後）』やアサヒビールの『アサヒスタウト』は上面発酵である。
日本で黒ビールと呼ばれているもののほとんどはラガーと同じ下面発酵であり、シュヴァルツビールに近いものが多い。

## ドライスタウト
ドライスタウト（英: Dry stout）、またはアイリッシュスタウト（英: Irish stout）は、飲み始めに感じる軽いカラメル香と、強くローストした麦芽のドライな苦味が後味に強く残るのが特徴。アルコール度数は4%から5%。
クリーミーな泡立ちと、泡持ちに優れる。

## フォーリンスタウト
フォーリンスタウト（英: Foreign stout）は、ドライスタウトよりも甘味とアルコール度数を強くしたスタウト。
コーヒーやチョコレートを思わせる軽い焦げ風味があり、甘味と苦味は他のスタウトよりも強い。

## スイートスタウト
スイートスタウト（英: Sweet stout）、あるいはミルクスタウト（英: Milk stout）、クリームスタウト（英: Cream stout）は甘いスタウト。コーヒーやチョコレート、カラメルの風味が特徴。
ミルク由来の乳糖（ラクトース）を加えて製造することもある。

## オートミールスタウト
オートミールスタウト（英: Oatmeal stout）は、大麦麦芽に加えてオート麦を使用して製造するスタウト。
軽い甘味もあり、クリーム入りコーヒーのような風味。

## インペリアルスタウト
インペリアルスタウト（英: Imperial stout、露: Имперский стаут）は、ロシア皇帝への献上品として作られたとされるスタウト。ロシアン・スタウト、ラシアン・スタウト、ロシアンインペリアルスタウトと呼ぶこともある。
寒冷地で凍らないようアルコール度数を高めてあるのが特徴。

## オイスタースタウト
オイスタースタウト（英: Oyster stout）は、カキエキスを加えて作ったスタウト。